# 舍赫拉查达
《舍赫拉查达》（俄語：Шехеразада，又译舍赫拉查德或天方夜谭），作品35，是俄国作曲家里姆斯基-科萨科夫于1888年所作的一套交响组曲。它的创作灵感来自阿拉伯经典《一千零一夜》一书，故有時也被直接稱作《一千零一夜》。

## 創作背景
里姆斯基-科薩科夫十二歲時入讀聖彼得堡海軍學院，直到1862年畢業（當時他已十八歲）。正當他為前路煩惱，要在海軍及音樂間作抉擇之際，海軍已經急不及待召他至艾瑪斯船艦（Almaz）服役，為期三年，並須行走於南北美洲及歐洲之間。原本他本人已決心離開軍隊，奈何兄長卻堅持不得要領；但當他回家俄羅斯後，里姆斯基本人卻獲得一個度身訂造之職銜——擔任海軍樂隊之督察，直至1884年被新任海軍部長廢除。他從軍期間之所見所聞，還有在樂隊之經驗，皆為他日後寫作「天方夜譚」提供無盡靈感。
天方夜譚於1888年完成，翌年於萊比錫首演；此曲是里姆斯基-科薩科夫最後所寫的純交響大作之一。他生前形容此曲之配器，已經將俄國音樂之父格林卡所制定之常規編制高度發揮，及為他本人之創作階段劃上句號。在此交響詩當中，他原本希望憑音樂表情記號作各個樂章之標題，但今天欣賞到之四個樂章皆以當時之場景為題。

## 音樂

### 概述
首演時，里姆斯基-科薩科夫寫了一段簡短的介紹：
蘇丹王沙里亞—他覺得天下女子皆不忠，跟每個妻子初夜後處死。蘇丹娜·舍赫拉查達連續講了一千零一夜的故事娛樂蘇丹王救了自己。蘇丹王基於好奇一天天延後處死日期，最後背棄自己冷血的誓言。
第一樂章開頭威迫感的銅管樂，表出專橫冷血的蘇丹王沙里亞。
在幾個木管和弦後可以聽到代表舍赫拉查達的動機，一段充滿感性、溫柔、蜿蜒的小提琴獨奏，由豎琴伴奏。

### 編制
- 木管樂器:2 長笛、2 短笛 ( 幾小節中第二短笛兼任第二長笛 )、2 雙簧管 ( 英國管兼任第2雙簧管 )、2 單簧管 ( A調與B♭調 )、2 低音管
- 銅管樂器：4 法國號 ( F調 )、2 小號 ( A調與B♭調 )、3 長號、1 低音號
- 打擊樂器:定音鼓、大鼓、小鼓、銅鈸、三角鐵、鈴鼓、鑼
- 弦樂器:豎琴、小提琴、中提琴、大提琴、低音提琴

## 分析
组曲由四个乐章组成：
1. 广大而庄严（大海和辛巴达的船）
2. 缓板（卡兰达王子的故事）
3. 行板近乎稍快板（年轻的王子与公主）
4. 极快板（巴格达的盛宴—大海的船难）

### 第一樂章
里姆斯基-科薩科夫更藉多年前之航海經歷，描繪辛巴達乘風破浪，勇闖印度及斯里蘭卡海域之旅程。

### 第二樂章
此部分由巴松管引領，描繪卡蘭達王子之形像，更道出這位波斯王子抱著廣傳伊斯蘭教之決心。

### 第三樂章
此部分以扣人心弦的旋律作開端—描述一個年輕王子，跟公主墮入愛河，公主更為情人送上一段引人遐想的阿拉伯舞蹈。

### 第四樂章
此乃本樂曲之尾聲，舍赫拉查德記起蘇丹王的威脅，遂說出一個使人震驚之故事—開首描繪熱鬧之巴格達節日，後來有逃亡海上的英俊青銅騎士，他所坐之船隻於海上經歷驚濤駭浪，其後亦船毀人亡。小提琴再奏出舍赫拉查德之主題，引向平靜優美之終結—蘇丹王被舍赫拉查德之妙語連珠所打動，兩人最後更成為終身之夫妻。

## 外部連結
- 舍赫拉查达：国际乐谱典藏计划上的乐谱